# Tribunal de Cuentas
Un Tribunal de Cuentas o Corte de Cuentas es un tipo de entidad fiscalizadora superior, estructurada como un órgano colegiado, responsable de fiscalizar y juzgar la regularidad de las cuentas y gestión financiera públicas. Realizan por tanto la auditoría contable y financiera de los estados. En muchos países de Hispanoamérica esta función la tiene la Contraloría General de la República (aunque en este caso tiene el defecto que no es un cuerpo colegiado).